# Мегді Карсела-Гонсалес
Мегді Карсела-Гонсалес (араб. المهدي كارسيلا, фр. Mehdi Carcela-González, нар. 1 липня 1989, Льєж) — бельгійський і марокканський футболіст, півзахисник клубу «Стандард» (Льєж) і національної збірної Марокко.

## Клубна кар'єра
Народився 1 липня 1989 року в бельгійському Льєжі в родині іспанця і марокканки. Вихованець футбольної школи клубу «Стандард» (Льєж). Дорослу футбольну кар'єру розпочав 2008 року в основній команді того ж клубу, в якій провів три сезони, взявши участь у 69 матчах чемпіонату.  Більшість часу, проведеного у складі «Стандарда», був основним гравцем команди.

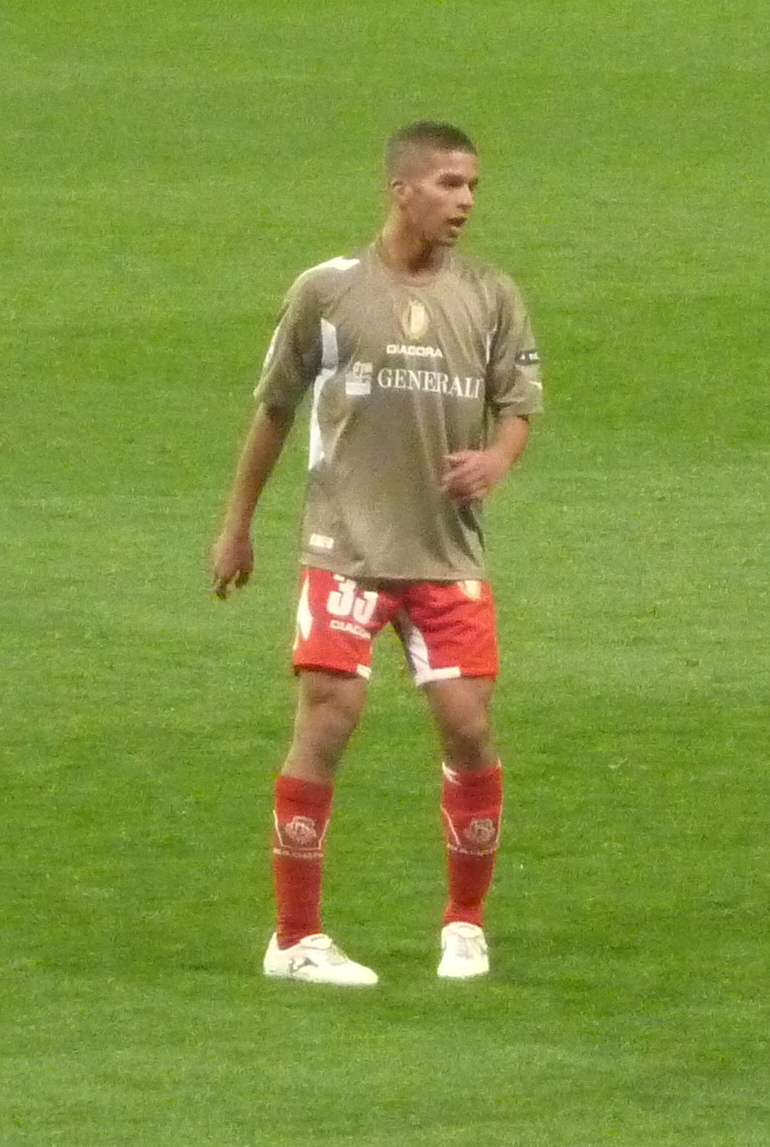
Мегді Карсела-Гонсалес в складі «Стандарда» у 2009 році

Протягом 2011—2013 років грав в Росії, де захищав кольори «Анжі», до якого приєднався за 5,7 мільйонів євро на умовах чотирирічного контракту. Проте відіграв за махачкалинську команду лише два роки, оскільки влітку 2013 року керівництво клубу ухвалило рішення про скорочення фінансування і виставило усіх зіркових іноземних гравців на продаж.
Карсела-Гонсалес повернувся до Бельгії, уклавши трирічний контракт з своїм «рідним» «Стандардом» (Льєж). Цього разу відіграв за команду з Льєжа наступні два сезони своєї ігрової кар'єри.
Влітку 2015 року перебрався до Португалії, уклавши чотирирічну угоду з місцевою «Бенфікою». В лісабонській команді провів один сезон, вигравши «золотий требл» — національний чемпіонат, кубок і суперкубок, після чого 31 серпня 2016 року став гравцем іспанської «Гранади».

## Виступи за збірні
2004 року дебютував у складі юнацької збірної Бельгії, взяв участь у 25 іграх на юнацькому рівні, відзначившись 3 забитими голами. Протягом 2009–2010 років залучався до складу молодіжної збірної Бельгії. На молодіжному рівні зіграв у 8 офіційних матчах, забив 1 гол.
2009 року дебютував в офіційних матчах у складі національної збірної Бельгії і провів за головну бельгійську збірну дві товариські зустрічі. 
Попри це згодом вирішив захищати кольори національної команди батьківщини своєї матері, Марокко, і, отримавши відповідний дозвіл, з 2011 року грає за національну збірну Марокко. У складі цієї африканської збірної був учасником Кубка африканських націй 2012 року, що проходив у Габоні та Екваторіальній Гвінеї та турніру 2017 року у Габоні.

## Титули і досягнення
- Чемпіон Бельгії (1):

«Стандард» (Льєж): 2008-09
- Володар Кубка Бельгії (2):

«Стандард» (Льєж):  2010–11, 2017-18
- Володар Суперкубка Бельгії (2):

«Стандард» (Льєж):  2008, 2009
- Чемпіон Португалії (1):

«Бенфіка»: 2015–16
- Володар Кубка португальської ліги (1):

«Бенфіка»: 2015–16
- Володар Суперкубка Португалії (2):

«Бенфіка»:  2016